# Per Bertilsson
Per Daniel Bertilsson (Drängsered, Hylte, Comtat de Halland, 4 de desembre de 1892 – Göteborg, 18 de setembre de 1972) va ser un gimnasta artístic suec que va competir a començaments del segle xx.
El 1912 va prendre part en els Jocs Olímpics d'Estocolm, on va guanyar la medalla d'or en el concurs per equips, sistema suec del programa de gimnàstica.